# Бакшонская культура
Бакшонская культура — археологическая культура раннего неолита. Была распространена в горных районах Юго-восточной Азии, 10-6-е тыс. до н. э.
Сменила мезолитическую хоабиньскую культуру. Названа по горному массиву Бакшон (вьет. Bắc Sơn) на севере Вьетнама.
Некоторые исследователи полагают, что хаобиньско-бакшонская культура едина, и условно делится на первый и второй период.
Бакшонская культура представлена пещерами, которые служили местом обитания людей.
При раскопках были найдены грубо оббитые топоры (это одна из самых ранних культур топоров в мире) и скребла из речных голышей. Характерны каменные топоры с частично подшлифованным лезвием, а также удлинённые гальки с желобками, служившие для затачивания желобчатых орудий.
Керамика — грубая, с отпечатками корзинки. Носители бакшонской культуры занимались собирательством, а также охотой.
Также были найдены орудия из кости и раковин перламутра.
Антропологически они принадлежали к австралоидному расовому типу с некоторой примесью монголоидных элементов.